# (30) Urània
(30) Urània és l'asteroide núm. 30 de la sèrie, pertanyent al Cinturó d'asteroides, fou descobert a l'Observatori George Bishop de Londres per en John Russell Hind (1823-95) el 22 de juliol del 1854. Rep el nom d'Urània, una musa de la mitologia grega.